# Maillot à pois

Maillot blanc à pois rouges porté sur le Tour de France.

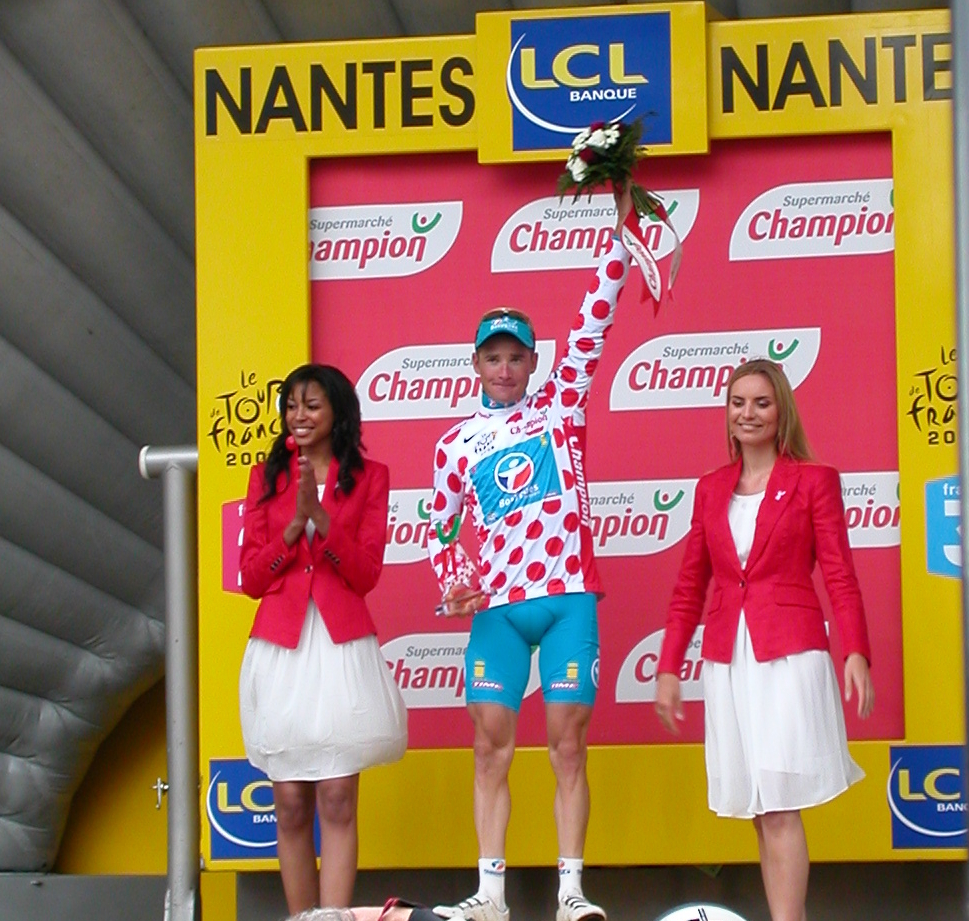
Remise du maillot blanc à pois rouges au cours d'une étape du Tour de France

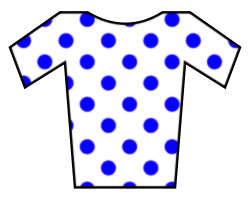
Maillot blanc à pois bleus porté sur le Tour d'Espagne.

Maillot bleu à pois blancs porté sur le Critérium du Dauphiné.

Maillot rouge à pois noirs porté sur le Tour de Suisse jusqu'en 2009

Le maillot à pois est le maillot distinctif porté par le coureur occupant la première place d'un classement, souvent celui de la montagne, au cours de certaines compétitions de cyclisme sur route, dont le Tour de France.

## Tour de France
Depuis 1975, le maillot à pois distingue le leader du classement du grand prix de la montagne du Tour de France.

## Le maillot à pois sur les autres courses
Outre le Tour de France, plusieurs courses cyclistes ont choisi un maillot à pois pour distinguer le vainqueur du classement de la montagne. Il s'agit également d'un maillot blanc à pois rouges sur les épreuves organisées comme le Tour de France par Amaury Sport Organisation (Paris-Nice, Tour de Picardie, Critérium international, Tour de Pékin) ainsi que sur le Tour de l'Avenir et les Quatre Jours de Dunkerque. Sur le Tour du Pays basque, ce maillot est rouge à pois blancs. Depuis 2018, le maillot est bleu à pois blanc sur le Critérium du Dauphiné.

### Pour le Grand Prix de la montagne
Il peut récompenser le leader du Grand Prix de la montagne (le meilleur grimpeur) :
- Tour d'Espagne (depuis 2010)
- Critérium du Dauphiné
- Critérium international
- Paris-Nice (depuis 2002)
- Quatre Jours de Dunkerque
- Tour d'Allemagne
- Tour de l'Avenir
- Tour du Pays basque
- Tour de Pékin (depuis 2011)
- Tour cycliste international de la Guadeloupe
- Tour de Martinique
- Tour Down Under
- Tour de l'Ain
- Tour du Limousin-Nouvelle-Aquitaine
- Tour de La Provence

### Pour le classement par points
Sur le Tour de Suisse, le maillot rouge à pois noirs est porté par le coureur occupant la première place du classement par points.

### Autres classements
Sur le Tour du Danemark, il est attribué au leader du classement du meilleur jeune.